# Узел цепи

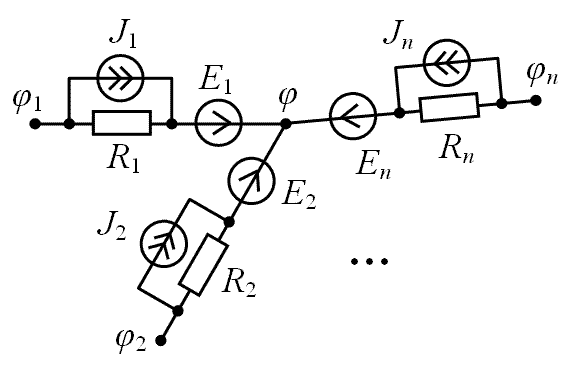
На данной схеме три ветви сходятся в один узел.

У́зел цепи́ (англ. node) в теории электрических цепей — соединение в общей точке трёх и более ветвей . Характеристикой узла является его потенциал, одинаковый для всех выводов элементов, принадлежащих одному узлу. Алгебраическая сумма токов, втекающих в узел (с учётом знака) равна нулю (первое правило Кирхгофа).
Узел (наряду с контуром) — базовое понятие, используемое при анализе электрических цепей.
Понятие узла определено только для теории электрических цепей, где соединения между элементами не имеют геометрических и физических свойств, и не взаимодействуют с электромагнитным полем. Если в модели электрической цепи необходимо учесть свойства реальных проводников, в модель вводят паразитные элементы (сопротивления, индуктивности, линии задержки).